# Selacau
Selacau is een bestuurslaag in het regentschap Bandung Barat van de provincie West-Java, Indonesië. Selacau telt 10.307 inwoners (volkstelling 2010).